# 蕭蕙
蕭蕙，陝西邠州人，清朝政治人物、舉人出身。
康熙三十二年，陝西鄉試第一（解元）。康熙六十二年，擔任山西介休縣知縣。